# مگس کائوتوم
مگس کائوتوم (Chrysotoxum cautum) گونه‌ای از مگس‌های سرده  مگس کریسوتوکسوم و خانواده  مگس گلزار می‌باشد. این گونه در جنوب بریتانیا و اروپا و با جمعیت‌های اندک رویت شده است.